# Roproniidae
Die Roproniidae sind eine kleine Familie der Hautflügler mit Verbreitung in Ostasien und Nordamerika.

## Merkmale
Es handelt sich um kleine, überwiegend schwarz oder bräunlich gefärbte Wespen, einige mit weißer Zeichnung, mit Körperlänge zwischen 5 und 10 Millimeter. Der Kopf trägt fadenförmige Antennen mit 14 Gliedern in beiden Geschlechtern. Das Flügelgeäder ähnelt denen der Heloridae und Vanhorniidae, von den Heloridae unterscheidet es sich vor allem durch die Medialzelle, die wesentlich größer ist, nach vorn durch eine Querader mit der Radialader verbunden ist und nicht dreieckig, sondern sechseckig geformt ist. Der Mittelabschnitt ist stark sklerotisiert mit deutlicher Oberflächenskulptur. Der freie Hinterleib (Metasoma oder Gaster) beginnt mit einem langen Stielglied (Petiolus), der restliche ist in Seitenansicht hoch gewölbt, aber seitlich flach zusammengedrückt, also bei Sicht von oben schmal. Bei Seitenansicht sind die Tergite merklich größer als die Sternite, aber beide klar sichtbar. Der erste Tergit ist der größte. Beim Weibchen ist der Ovipositor im Hinterleib verborgen und nicht frei sichtbar.

## Lebensweise
Über die Biologie der Roproniidae ist fast nichts bekannt. Eine Art der Gattung Ropronia wurde einmal aus einem Pflanzenwespen-Kokon gezüchtet, so dass die Arten der Familie möglicherweise als Parasitoide an diesen leben.

## Verbreitung
Roproniidae sind in Ostasien (China, Taiwan, Korea) und in Nordamerika gefunden worden (drei Arten der Gattung Ropronia).

## Taxonomie, Phylogenie, Systematik
Die Familie umfasst 20 Arten in drei lebenden (rezenten) Gattungen:
- Ropronia (Nordamerika und Ostasien)
- Xiphyropronia. Eine Art, Xiphyropronia tianmushanensis aus China[3]
- Hsiufuropronia. Eine Art, Hsiufuropronia chaoi aus China[4]

Die Roproniidae gelten als urtümliche, basale Familie innerhalb der Proctotrupoidea oder Zehrwespenartigen. Diese Position wurde, obwohl zwischenzeitlich auch bezweifelt, in allen neueren Untersuchungen bestätigt. Möglicherweise sind sie die basalste Familie, mit allen anderen zusammen als Schwestergruppe. Möglich wäre aber auch ein Schwestergruppenverhältnis zu den Peradeniidae oder den Pelecinidae.

## Fossilien

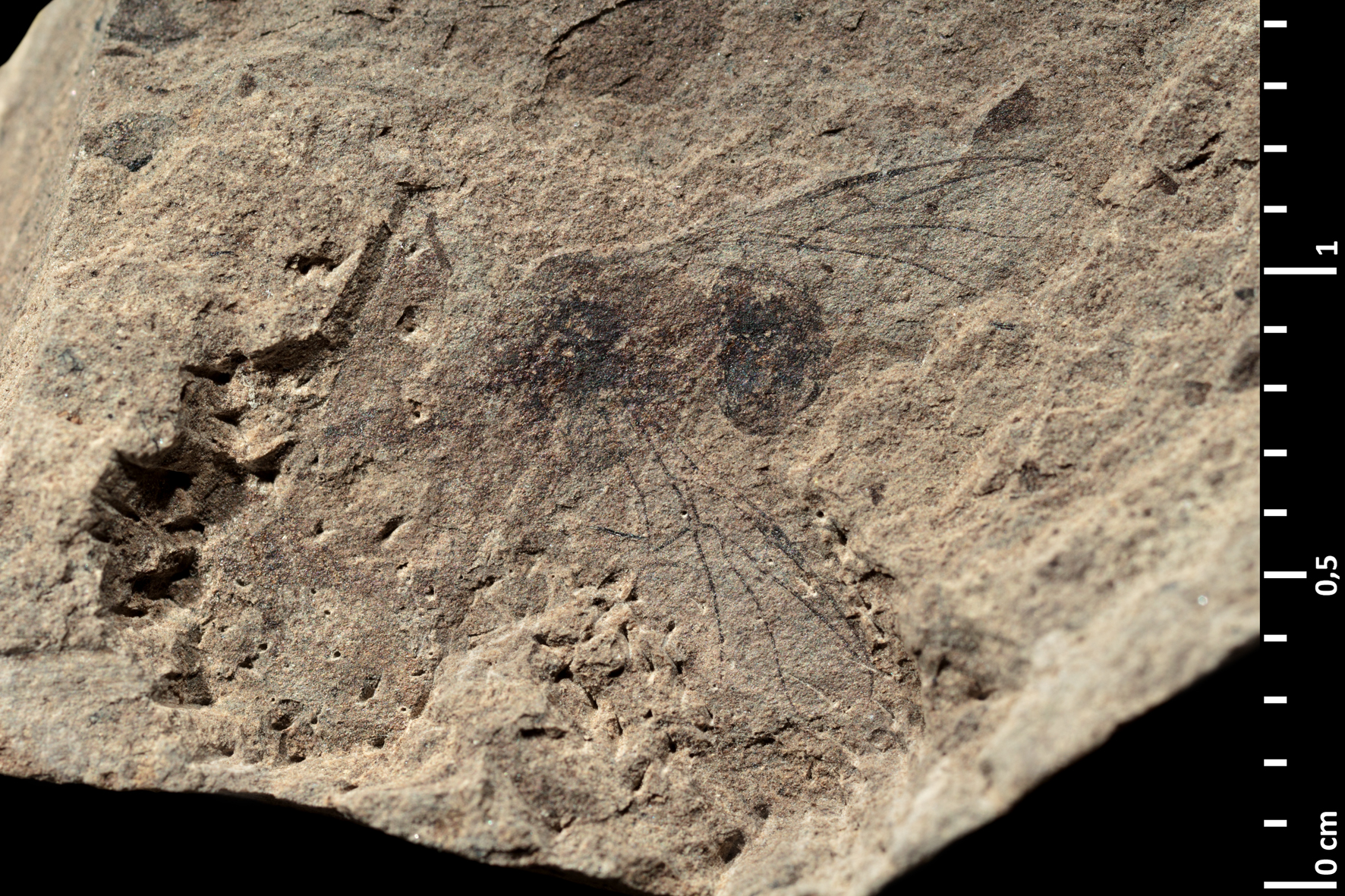
Fossil von Paleoropronia salamonei aus Frankreich

Die ältesten Funde von Roproniidae stammen aus dem Jura und sind etwa 165 Millionen Jahre alt. Sie wurden als Kompressionsfossilien in Kalkstein in Daohugou, Innere Mongolei, China gefunden. Die Arten mit zahlreichen plesiomorphen Merkmalen werden in eine eigene Unterfamilie Beipiaosiricinae gestellt, der manche Bearbeiter auch Familienrang zubilligen.